# 大石恵
大石 恵（おおいし めぐみ、本名: 寶井 恵、1973年3月20日 - ）は、日本のキャスター、タレント、女優。セント・フォース所属。
東京都出身。横浜市立港南中学校、品川女子学院高等部、東京女学館短期大学卒業。
身長167cm。血液型B型。

## 来歴・人物
高校時代までフィギュアスケートの選手として活躍。インターハイにおいて2位入賞の実績（高校対抗での順位のため、大石を含む選手の総合成績にあたり、個人成績は不明）を持つ。フィギュアスケートのスター選手だった八木沼純子とは同級生。
短大在学中は読売ジャイアンツのマスコットガールとして活躍、短大2年生のときセント・フォースにスカウトされる。
1994年、テレビ朝日『ニュースステーション』」のお天気キャスターとしてデビュー。1996年にお天気キャスターを卒業後、タレントとしてバラエティ番組等で活躍、「Age,35 恋しくて」で女優デビューを果たす。
1998年、シングル『恋人達の明日』で歌手デビューも果たし、3枚のシングルをリリースしている。
2000年にL'Arc〜en〜Cielのボーカルhydeと結婚、2003年に第一子を出産。その後は育児等のため活動を休止していたが、2004年にドラマ「ワンダフルライフ」の出演で活動を再開。
2006年から2007年9月まで「NEWS ZERO」の金曜サブキャスターを務める。
好物は広島風お好み焼き。

## 出演

### テレビ
報道番組
| 期間          | 期間          | 番組名                             | 役職                 |
| ------------- | ------------- | ---------------------------------- | -------------------- |
| 1994年4月     | 1996年3月     | ニュースステーション（テレビ朝日） | 気象コーナー担当     |
| 1997年4月     | 1997年9月     | ラ・ラ☆Kiss（テレビ朝日）          | 司会                 |
| 2006年10月6日 | 2007年9月28日 | NEWS ZERO（日本テレビ）            | 金曜日サブキャスター |

バラエティ番組など
- メトロポリタンジャーニー（1996年4月 - 1997年3月、フジテレビ）
- 関口宏の東京フレンドパークII（1997年4月 - 1998年3月）- 従業員
- めちゃ×2イケてるッ!（フジテレビ）- ゲスト出演

### ラジオ
- Kampo アーバン・ウィークエンド（TOKYO FM）

### テレビドラマ
- ミセスシンデレラ（1997年）- 雨宮志織 役
- 板橋マダムス（1998年）- ひとみ先生 役
- パーフェクトラブ! （1999年）- みさ子 役
- ワンダフルライフ（2004年）- 滝田加奈子 役

### 映画
- ときめきメモリアル（1997年）- 教師 役

### CM
- サッポロビール 「サッポロ生ビール 北海道」（1996年）
- POLAフーズ 「バランスアップ」（1996年 - 1997年） - 藤岡弘と共演
- 三菱電機 VHSビデオデッキ（1996年）
- 日本道路公団（1997年）
- フクスケ（1998年）
- 久光製薬 「ライフセラ」（1998年）
- ポーラ 「ホワイティシモ」（2010年）- 小林麻央、杉崎美香、高樹千佳子、八田亜矢子、松本あゆ美、山岸舞彩と共演

## 音楽

### ビデオシングル
- 昨日、今日、明日（1998年5月21日）[2]

### 恋人達の明日
『恋人達の明日』は、1998年7月1日にCDシングルリリース。表題曲は大貫妙子「恋人達の明日」のカバー。
カップリング曲「昨日、今日、明日」は、ヨハネス・ブラームスの交響曲第3番 第3楽章に大貫妙子が歌詞をつけたもの。CDに先駆け同年5月21日にビデオ・シングルでリリース。大貫もアルバム『アトラクシオン』でセルフカバーしている。

#### 収録曲
1. 恋人達の明日
作詞・作曲：大貫妙子／編曲：長谷川智樹
2. 昨日、今日、明日
作詞：大貫妙子／作曲：ヨハネス・ブラームス／編曲：長谷川智樹
3. 恋人達の明日（オリジナル・カラオケ）

### RAIN
『RAIN』は、1998年10月21日にCDシングルリリース。

#### 収録曲
1. Rain―陽のあたる場所―
2. 秋はひとりぼっち
3. 月の舟
4. Rain (Instrumental)

### 恋人
『恋人』は、1999年8月25日にCDシングルリリース。かしぶち哲郎がサウンドプロデュース（編曲）を担当。

#### 収録曲
1. 白い一日―JOUR DE NEIGE―
2. 恋人たちのいる時間
3. あなたのそばに

## 写真集
- eternal（1997年11月）
- ドルチェ（1999年8月）